# Libero
Libero je moško osebno ime.

## Izvor imena
Ime Libero je različica imena Svobodan.

## Pogostost imena
Po podatkih Statističnega urada Republike Slovenije je bilo na dan 31. decembra 2007 v Sloveniji število moških oseb z imenom Libero: 17.

## Osebni praznik
V koledarju je ime Libero skupaj z imenom Svobodan; god praznuje 18. januarja ali pa 23. marca.